# Посмитный, Макар Анисимович
Макар Анисимович Посмитный (1895—1973) — организатор колхозного производства, председатель ордена Ленина колхоза им. XXI съезда КПСС Березовского района Одесской области Украинской ССР.
Дважды Герой Социалистического Труда (1949, 1958).

## Биография
Родился 31 января (19 января по старому стилю) 1895 года в селе Джугастрово (ныне Ивановского района Одесской области).

Посмитный М. А. (возле автомобиля) со своим братом Герасимом Анисимовичем, 1948 г.

В 1924 году Макар Анисимович организовал в селе Расцвет (укр. Розквіт) Березовского района Одесской области товарищество по совместной обработке земли, которое под его руководством превратилось в образцовое коллективное хозяйство. В 1941—1945 годах — участник Великой Отечественной войны. С 1945 года — председатель колхоза им. Будённого, переименованного позднее в колхоз им. 21-го съезда КПСС.
Член КПСС с 1931 года. В 1935—1937 — член ЦИК СССР. Делегат XIX—XXIV-го съездов КПСС. Депутат Верховного Совета СССР 4—8-го созывов. Неоднократно избирался членом ЦК КП Украины. Делегат 1—3-го Всесоюзных съездов колхозников. В 1969 году был избран членом Союзного совета колхозов.
Умер 3 марта 1973 года в селе Расцвет того же района.
Брат Макара Анисимовича — Герасим Анисимович — также был председателем соседнего колхоза.

## Награды
- Дважды Герой Социалистического Труда:
  - 21.03.1949 — за высокие урожаи пшеницы,
  - 26.02.1958 — за успехи в развитии сельского хозяйства.
- Награждён:
  - 3 орденами Ленина,
  - орденом Октябрьской Революции,
  - 3 орденами Трудового Красного Знамени,
  - орденом «Знак Почёта»,
  - рядом медалей.
- Заслуженный работник сельского хозяйства УССР.

## Память
- В селе Расцвет Посмитному М. А. установлен бронзовый бюст[5].

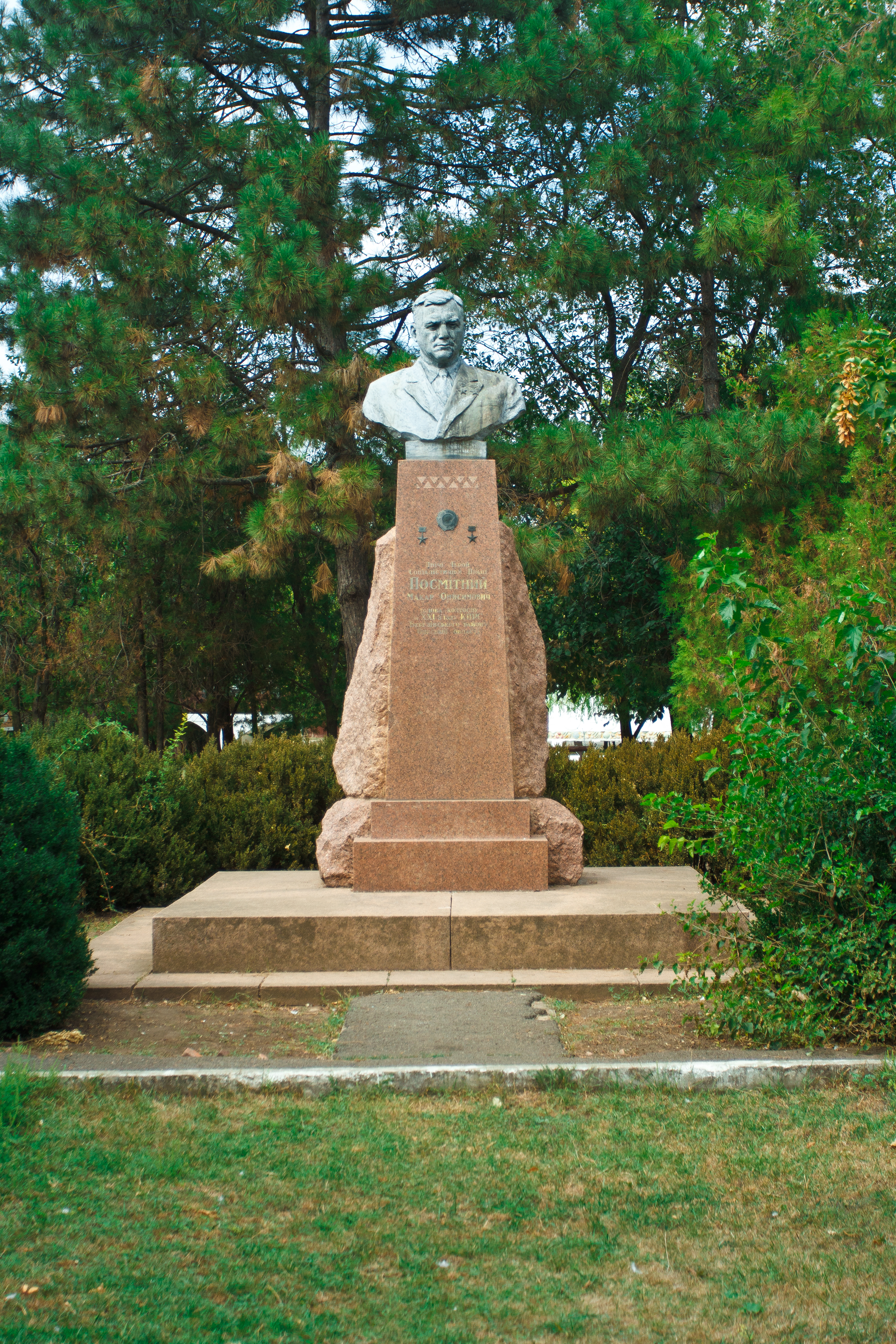

- В Одессе имеется улица имени улица Макара Посмитного[6] (ранее называлась Коллективная).
- Посмитный автор книг:
  - В черноморских степях, М., 1955;
  - Колхоз имени Будённого, М., 1955 (совместно с И. П. Луговым).

По случаю 110-летия со дня рождения Посмитного М. А. в Одессе была организована выставка «Слава Труду».
Биография М. А. Посмитного легла в основу кинофильма "Весна надежды" (Одесская к/ст., 1983 г.)